# Scenopinus sinensis
Scenopinus sinensis är en tvåvingeart som först beskrevs av Krober 1928.  Scenopinus sinensis ingår i släktet Scenopinus och familjen fönsterflugor. Inga underarter finns listade i Catalogue of Life.